# Junonia angulata
Junonia angulata är en fjärilsart som beskrevs av Aurivillius 1913. Junonia angulata ingår i släktet Junonia och familjen praktfjärilar. Inga underarter finns listade i Catalogue of Life.